# Phytobia gigas
Phytobia gigas este o specie de muște din genul Phytobia, familia Agromyzidae, descrisă de Spencer în anul 1966.
Este endemică în Myanmar. Conform Catalogue of Life specia Phytobia gigas nu are subspecii cunoscute.